# Артилерійське озброєння (конструкторське бюро)
Конструкторське бюро «Артилерійське озброєння» (ДП КБАО) — українське державне підприємство військово-промислового комплексу.

## Історія
Історичні початки́ веде від КБ-86, створеного на заводі «Більшовик» 25 травня 1986 року.
1992 року рішенням Комітету промислової політики і Міноборони «КБ-86» перелаштовано на Конструкторське бюро артилерії (КБ-А).
У 1996 році на базі КБ-А створюється Державний науково-технічний центр артилерійсько-стрілецького озброєння (ДП «НТЦ АСО»).
28 жовтня 2005 року наказом Мінпромполітики України шляхом злиття ДП «Науково-технічний центр артилерійсько-стрілецького озброєння» і Державного підприємства «Конструкторське бюро спеціальної техніки» створено Державне підприємство «Конструкторське бюро „Артилерійське озброєння“» (ДП КБАО).

## Напрямки виробництва
Підприємство здійснює
- дослідницькі, проєктно-конструкторські та технологічні роботи, спрямовані на створення сучасних зразків артилерійського й стрілецького озброєння, набоїв
- виробництво зброї і набоїв.

У виготовленні гармат підприємство використовує технологію електрошлакового лиття порожнин і суцільного перерізу виливки. Підприємство володіє технологією виготовлення довгомірних (до 5,5 м) порожнистих зливків, метал яких навіть у необробленому вигляді за показниками перевищує кований.
Також підприємство має технологію виконання нарізів у каналі ствола гармати за допомогою методу електрохімічної обробки. Це забезпечує нарізи стабільної геометрії і високоточних розмірів всією довжиною ствола.
На військовій виставці «Зброя та Безпека 2017» у жовтні 2017 року стало відомо, що КБ «Артилерійське озброєння» розробило та опанувало виробництво стволів гармат калібром 23-мм — КБА40 для зенітної установки ЗУ-23-2 (2А13). КБА40 дозволить швидко замінити подібні радянські стволи, які сьогодні використовують у зенітних установках ЗУ-23-2, що показала себе як ефективний засіб знищення як повітряних, так і наземних цілей завдяки високій швидкострільності та дальності стрільби.
Втілення програми зі створення КБА40 потребувала від ДП «КБ „Артилерійське озброєння“» освоєння нових циклів виробництва для підвищення балістичних характеристик автоматичних гармат.
У 2019 році підприємство опанувало виготовлення стволів для 82-мм автоматичних мінометів 2Б9 «Волошка». Ствол виробництва КБАО, що має позначення КБА.152, був представлений на стенді підприємства під час XVI Міжнародної спеціалізованої виставки «Зброя та безпека», що проходила у Києві з 8 по 11 жовтня 2019 року. Довжина ствола 1600 мм, маса 38,5 кг.

## Спеціалізація та обсяги
За 2013 рік на підприємстві було вироблено 63 одиниці продукції.
Протягом жовтня 2014 — лютого 2015 років підприємство збільшило виробництво техніки до найбільшого рекорду за час існування — з 15 до 65 одиниць на місяць. Всього 2015-го року підприємство постачило війську близько 500 зразків різної продукції, серед якої стволи (гармати КБА-2) до БМП-2, БТР-3Е, БТР-4 тощо.
За лютий-місяць 2015 року виготовлено 33 нових стволи до гармат, відновлено 12 гарматних стволів та 20 автоматичних гранатометів — ними обладнуються нові моделі БТРів.
КБ забезпечує підприємства з виготовлення бронетанкової техніки: «Харківське КБ з машинобудування імені Морозова», «Київський бронетанковий завод», НТК «Завод точної механіки», «Житомирський бронетанковий завод».
Нині продукція підприємства встановлена на всіх основних зразках бронетехніки, що є на озброєнні українського війська (БМП-2, БТР-3Е, БТР-4, бронекатер «Гюрза»).
У грудні 2017 року КБАО на Вознесенський арсенал було доправлено 51 ствол для гармат ЗТМ-2 та 25 для ЗТМ-1.
У грудні 2018 року КБАО постачило ЗС України 40 стволів КБА-2 для 30-мм автоматичних гармат ЗТМ-2 (2А42) та 30 стволів КБА-113 для гармат ЗТМ-1 (2А72). Строк постачання до 26 грудня 2018 року.

### Інциденти
Із матеріалів кримінального провадження розглянутих Солом'янським районним судом міста Києва у межах справи № 760/1778/18 стало відомо, що КБ «Артилерійське озброєння» в 2015—2016 роках продавало Заводу імені Малишева пофарбовані радянські 125-мм танкові гармати під виглядом нових українських гармат КБА-3. Як встановлено в ході досудового розслідування, відповідно до видаткових накладних КБАО отримав від КБТЗ гармати 2А46М та 2А46М1, які були реалізовані КБАО в адресу ЗІМ як нові вітчизняні моделі КБА3 за більшою вартістю.

## Розробки
- КБА-2 — автоматична гармата калібру 30-мм, версія радянської 2А72.
- КБА-3 — гладкоствольна танкова гармата калібру 125 мм, адаптація радянської танкової гармати 2А46.
- КБА-27 — причіпна гаубиця калібру 152 мм, аналог радянської гаубиці 2А61.
- КБА-40 — ствол калібру 23-мм для зенітної установки ЗУ-23-2
- КБА-48М — міномет калібру 82-мм, створений на основі радянського міномету 2Б14 «Піднос».
- КБА-105 «Шквал» — уніфікований бойовий модуль з автоматичною гарматою калібру 30-мм
- КБА-113 — нарізна автоматична гармата калібру 30-мм, версія радянської 2А42.
- КБА-118 — міномет калібру 60-мм.
- КБА-117 і КБА-119 — 30-мм автоматичні гранатомети, версії радянських АГ-17 і АГС-17 відповідно.
- 2С27 «Риф» — самохідна гаубиця на гусінному шасі калібру 152 мм.

## Керівництво
- в.о. Штепенко Вадим Валентинович (2014—2017)[7][8]
- в.о. Нестреляй Андрій Іванович (19.02.2017—12.11.2018)[9]
- Сидоренко Олексій Миколайович — з 13.11.2018 року[10]